# Paralelipiped

Un paralelipiped oarecare.

Un paralelipiped este o figură geometrică tridimensională formată din șase paralelograme ce aparțin unor trei perechi de plane paralele. Este o prismă patrulateră, un caz particular de prismă. Având 6 fețe, este un hexaedru.

## Proprietăți
- fețele opuse sunt paralele;
- fețele sunt paralelograme;
- cele 12 laturi sunt congruente în serii de câte patru.

## Arii
Aria bazei Ab este:
{\displaystyle A_{b}=L\cdot {l}}.
unde L este lungimea, iar l lățimea bazei.
Aria laterală - Al - se calculează cu relația:
{\displaystyle A_{l}=2(L+l)\cdot {h}}.
unde h este înălțimea paralelipipedului.
Aria totală - At - reprezintă suma dintre aria laterală și dublul ariei bazei:
{\displaystyle A_{t}=A_{l}+2A_{b}}.
Dacă se înlocuiește aria laterală și aria bazei în formula de mai sus, se obține formula ariei totale a paralelipipedului:
{\displaystyle A_{t}=2[(L+l)\cdot {h}+L\cdot {l})]}.
Volumul paralelipipedului este egal cu aria bazei înmulțită cu înălțimea:
{\displaystyle V=A_{b}\cdot {h}=L\cdot {l}\cdot {h}}.

## Generalizare
Coxeter a denumit generalizarea unui paralelipiped în dimensiuni mai mari drept paralelotop. În literatura modernă, expresia „paralelipiped” este adesea folosită și în dimensiuni mai mari.
Mai exact, în spațiul n-dimensional se numește paralelotop n-dimensional sau n-paralelotop (sau n-paralelipiped). Astfel, un paralelogram este un 2-paralelotop iar un paralelipiped este un 3-paralelotop.
În general, un paralelotop, sau paralelotop voronoi, are fațete opuse paralele și congruente. Deci un 2-paralelotop este un paralelogon, noțiune care poate cuprinde și anumite hexagoane, iar un 3-paralelotop este un paraleloedru, existând 5 tipuri de astfel de poliedre.